# Đẳng thức lượng giác
Trong toán học, các đẳng thức lượng giác là các phương trình chứa các hàm lượng giác, đúng với một dải lớn các giá trị của biến số.
Các đẳng thức này hữu ích cho việc rút gọn các biểu thức chứa hàm lượng giác. Ví dụ trong việc tính tích phân với các hàm không phải là lượng giác: có thể thay chúng bằng các hàm lượng giác và dùng các đẳng thức lượng giác để đơn giản hóa phép tính.

## Định nghĩa
{\displaystyle \tan(x)={\frac {\sin(x)}{\cos(x)}}\qquad \operatorname {cot} (x)={\frac {\cos(x)}{\sin(x)}}={\frac {1}{\tan(x)}}}

## Tuần hoàn, đối xứng và tịnh tiến
Các đẳng thức sau có thể dễ thấy trên vòng tròn đơn vị:
| Tuần hoàn (k nguyên)                     | Đối nhau:                            | Phụ nhau                                                      | Bù nhau                                                 | Hơn kém nhau {\displaystyle \pi }                      | Hơn kém nhau {\displaystyle {\frac {\pi }{2}}}                 |
| ---------------------------------------- | ------------------------------------ | ------------------------------------------------------------- | ------------------------------------------------------- | ------------------------------------------------------ | -------------------------------------------------------------- |
| {\displaystyle \sin(x)=\sin(x+2k\pi )\,} | {\displaystyle \sin(-x)=-\sin(x)\,}  | {\displaystyle \sin(x)=\cos \left({\frac {\pi }{2}}-x\right)} | {\displaystyle \sin(\pi -x)=\sin(x)}                    | {\displaystyle \sin(\pi +x)=-\sin(x)}                  | {\displaystyle \sin(x)=-\cos \left({\frac {\pi }{2}}+x\right)} |
| {\displaystyle \cos(x)=\cos(x+2k\pi )\,} | {\displaystyle \cos(-x)=\;\cos(x)\,} | {\displaystyle \cos(x)=\sin \left({\frac {\pi }{2}}-x\right)} | {\displaystyle \cos(\pi -x)=\;-\cos(x)\,}               | {\displaystyle \cos(\pi +x)=\;-\cos(x)\,}              | {\displaystyle \cos(x)=\sin \left({\frac {\pi }{2}}+x\right)}  |
| {\displaystyle \tan(x)=\tan(x+k\pi )\,}  | {\displaystyle \tan(-x)=-\tan(x)\,}  | {\displaystyle \tan(x)=\cot \left({\frac {\pi }{2}}-x\right)} | {\displaystyle \tan(\pi -x)=-\tan(x)\,}                 | {\displaystyle \tan(\pi +x)=\tan(x)\,}                 | {\displaystyle \tan(x)=-\cot \left({\frac {\pi }{2}}+x\right)} |
| {\displaystyle \cot(x)=\cot(x+k\pi )}    | {\displaystyle \cot(-x)=-\cot(x)\,}  | {\displaystyle \cot(x)=\tan \left({\frac {\pi }{2}}-x\right)} | {\displaystyle {\displaystyle \cot(\pi -x)=-\cot(x)\,}} | {\displaystyle {\displaystyle \cot(\pi +x)=\cot(x)\,}} | {\displaystyle \cot(x)=-\tan \left({\frac {\pi }{2}}+x\right)} |

Đẳng thức sau cũng đôi khi hữu ích: {\displaystyle a\sin x+b\cos x={\sqrt {a^{2}+b^{2}}}\cdot \sin(x+\varphi )}
với {\displaystyle \varphi =\left\{{\begin{matrix}\arctan {\dfrac {b}{a}},&&{\mbox{n}}{\acute {\hat {\mbox{e}}}}{\mbox{u}}\ a\geq 0;\\\pi +\arctan {\dfrac {b}{a}},&&{\mbox{n}}{\acute {\hat {\mbox{e}}}}{\mbox{u}}\ a<0.\end{matrix}}\right.}

## Đẳng thức Pytago
Các đẳng thức sau dựa vào định lý Pytago.
{\displaystyle \sin ^{2}(x)+\cos ^{2}(x)=1\;}
{\displaystyle \tan ^{2}(x)+1=\sec ^{2}(x)={\frac {1}{\cos ^{2}(x)}}}
{\displaystyle \cot ^{2}(x)+1=\csc ^{2}(x)={\frac {1}{\sin ^{2}(x)}}}
Đẳng thức thứ 2 và 3 có thể suy ra từ đẳng thức đầu bởi chia nó cho cos²(x) và sin²(x).

## Công thức cộng trừ lượng giác
Xem thêm Định lý Ptolemy
Cách chứng minh nhanh các công thức này là dùng công thức Euler.
{\displaystyle \sin(x\pm y)=\sin(x)\cos(y)\pm \cos(x)\sin(y)\,}
{\displaystyle \cos(x\pm y)=\cos(x)\cos(y)\mp \sin(x)\sin(y)\,}
{\displaystyle \tan(x\pm y)={\frac {\tan(x)\pm \tan(y)}{1\mp \tan(x)\tan(y)}}}
{\displaystyle \ cot(x\pm y)={\frac {1\mp \tan(x)\tan(y)}{\tan(x)\pm \tan(y)}}}
{\displaystyle {\rm {c\imath s}}(x+y)={\rm {c\imath s}}(x)\,{\rm {c\imath s}}(y)}
{\displaystyle {\rm {c\imath s}}(x-y)={{\rm {c\imath s}}(x) \over {\rm {c\imath s}}(y)}}
với
{\displaystyle {\rm {c\imath s}}(x)=e^{\imath x}=\cos(x)+\imath \sin(x)\,}
và
{\displaystyle \imath ={\sqrt {-1}}.\,}

## Công thức góc bội

### Bội hai
Các công thức sau có thể suy ra từ các công thức trên. Cũng có thể dùng công thức de Moivre với n = 2.
{\displaystyle \sin(2x)=2\sin(x)\cos(x)\,}
{\displaystyle \cos(2x)=\cos ^{2}(x)-\sin ^{2}(x)=2\cos ^{2}(x)-1=1-2\sin ^{2}(x)\,}
{\displaystyle \tan(2x)={\frac {2\tan(x)}{1-\tan ^{2}(x)}}}
{\displaystyle \cot(2x)={\frac {\cot ^{2}(x)-1}{2\cot(x)}}}
Công thức góc kép có thể dùng để tìm bộ ba Pytago. Nếu (a, b, c) là bộ ba Pytago thì (a2 − b2, 2ab, c2) cũng vậy.
{\displaystyle \cos(nx)=2\cos((n-1)x)\cos(x)-\cos((n-2)x)}

### Bội ba

#### Cơ bản
Ví dụ của trường hợp n = 3:
{\displaystyle \sin(3x)=3\sin x-4\sin ^{3}x}
{\displaystyle \cos(3x)=4\cos ^{3}x-3\cos x}

#### Nâng cao
{\displaystyle \sin(3x)=4\sin x\sin({\frac {\pi }{3}}-x)\sin({\frac {\pi }{3}}+x)}
{\displaystyle \cos(3x)=4\cos x\cos({\frac {\pi }{3}}-x)\cos({\frac {\pi }{3}}+x)}
{\displaystyle \tan(3x)=\tan x\tan({\frac {\pi }{3}}-x)\tan({\frac {\pi }{3}}+x)}

## Công thức hạ bậc
Giải các phương trình ở công thức bội cho cos2(x) và sin2(x), thu được:
{\displaystyle \sin ^{2}(x)={1-\cos(2x) \over 2}}
{\displaystyle \cos ^{2}(x)={1+\cos(2x) \over 2}}
{\displaystyle \tan ^{2}(x)={1-\cos(2x) \over 1+\cos(2x)}}
{\displaystyle \sin ^{2}(x)\cos ^{2}(x)={1-\cos(4x) \over 8}}
{\displaystyle \sin ^{3}(x)={\frac {3\sin(x)-\sin(3x)}{4}}}
{\displaystyle \cos ^{3}(x)={\frac {3\cos(x)+\cos(3x)}{4}}}
{\displaystyle \sin ^{4}(x)={\frac {1\cos(4x)-4\cos(2x)+3}{8}}}
{\displaystyle \cos ^{4}(x)={\frac {1\cos(4x)+4\cos(2x)+3}{8}}}

## Công thức góc chia đôi
Thay x/2 cho x trong công thức trên, rồi giải phương trình cho cos(x/2) và sin(x/2) để thu được:
{\displaystyle \sin \left({\frac {x}{2}}\right)=\pm \,{\sqrt {\frac {1-\cos(x)}{2}}}}
{\displaystyle \cos \left({\frac {x}{2}}\right)=\pm \,{\sqrt {\frac {1+\cos(x)}{2}}}}
Dẫn đến:
{\displaystyle \tan \left({\frac {x}{2}}\right)={\sin(x/2) \over \cos(x/2)}=\pm \,{\sqrt {1-\cos x \over 1+\cos x}}.\qquad \qquad (1)}
Nhân với mẫu số và tử số 1 + cos x, rồi dùng định lý Pytago để đơn giản hóa:
{\displaystyle \tan \left({\frac {x}{2}}\right)=\pm \,{\sqrt {(1-\cos x)(1+\cos x) \over (1+\cos x)(1+\cos x)}}=\pm \,{\sqrt {1-\cos ^{2}x \over (1+\cos x)^{2}}}}
{\displaystyle ={\sin x \over 1+\cos x}.}
Tương tự, lại nhân với mẫu số và tử số của phương trình (1) bởi 1 − cos x, rồi đơn giản hóa:
{\displaystyle \tan \left({\frac {x}{2}}\right)=\pm \,{\sqrt {(1-\cos x)(1-\cos x) \over (1+\cos x)(1-\cos x)}}=\pm \,{\sqrt {(1-\cos x)^{2} \over (1-\cos ^{2}x)}}}
{\displaystyle ={1-\cos x \over \sin x}.}
Suy ra:
{\displaystyle \tan \left({\frac {x}{2}}\right)={\frac {\sin(x)}{1+\cos(x)}}={\frac {1-\cos(x)}{\sin(x)}}.}
Nếu
{\displaystyle t=\tan \left({\frac {x}{2}}\right),}
thì:
|  | {\displaystyle \sin(x)={\frac {2t}{1+t^{2}}}} | and | {\displaystyle \cos(x)={\frac {1-t^{2}}{1+t^{2}}}} | and | {\displaystyle e^{ix}={\frac {1+it}{1-it}}.} |

Phương pháp dùng t thay thế như trên hữu ích trong giải tích để chuyển các tỷ lệ thức chứa sin(x) và cos(x) thành hàm của t. Cách này giúp tính đạo hàm của biểu thức dễ dàng.

## Biến tích thành tổng
Dùng công thức tổng và hiệu góc bên trên có thể suy ra.
{\displaystyle \sin \left(x\right)\sin \left(y\right)={\cos \left(x-y\right)-\cos \left(x+y\right) \over 2}\;}
{\displaystyle \cos \left(x\right)\cos \left(y\right)={\cos \left(x+y\right)+\cos \left(x-y\right) \over 2}\;}
{\displaystyle \sin \left(x\right)\cos \left(y\right)={\sin \left(x+y\right)+\sin \left(x-y\right) \over 2}\;}

## Biến tổng thành tích
Thay x bằng (x + y) / 2 và y bằng (x – y) / 2, suy ra:
{\displaystyle \sin(x)+\sin(y)=2\sin \left({\frac {x+y}{2}}\right)\cos \left({\frac {x-y}{2}}\right)\;}
{\displaystyle \sin(x)-\sin(y)=2\cos \left({\frac {x+y}{2}}\right)\sin \left({x-y \over 2}\right)\;}
{\displaystyle \cos(x)+\cos(y)=2\cos \left({\frac {x+y}{2}}\right)\cos \left({\frac {x-y}{2}}\right)\;}
{\displaystyle \cos(x)-\cos(y)=-2\sin \left({x+y \over 2}\right)\sin \left({x-y \over 2}\right)\;}

## Hàm lượng giác ngược
{\displaystyle \arcsin(x)+\arccos(x)=\pi /2\;}
{\displaystyle \arctan(x)+\operatorname {arccot}(x)=\pi /2.\;}
{\displaystyle \arctan(x)+\arctan(1/x)=\left\{{\begin{matrix}\pi /2,&{\mbox{n}}{\acute {\hat {\mbox{e}}}}{\mbox{u}}\ x>0\\-\pi /2,&{\mbox{n}}{\acute {\hat {\mbox{e}}}}{\mbox{u}}\ x<0\end{matrix}}\right..}
{\displaystyle \arctan(x)+\arctan(y)=\arctan \left({\frac {x+y}{1-xy}}\right)\;}
{\displaystyle \arctan(x)-\arctan(y)=\arctan \left({\frac {x-y}{1+xy}}\right)\;}
{\displaystyle \sin(\arccos(x))={\sqrt {1-x^{2}}}\,}
{\displaystyle \cos(\arcsin(x))={\sqrt {1-x^{2}}}\,}
{\displaystyle \sin(\arctan(x))={\frac {x}{\sqrt {1+x^{2}}}}}
{\displaystyle \cos(\arctan(x))={\frac {1}{\sqrt {1+x^{2}}}}}
{\displaystyle \tan(\arcsin(x))={\frac {x}{\sqrt {1-x^{2}}}}}
{\displaystyle \tan(\arccos(x))={\frac {\sqrt {1-x^{2}}}{x}}}

## Dạng số phức
{\displaystyle \cos(x)={\frac {e^{ix}+e^{-ix}}{2}}\;}
{\displaystyle \sin(x)={\frac {e^{ix}-e^{-ix}}{2i}}\;}
với {\displaystyle i^{2}=-1.\,}

## Tích vô hạn
Trong các ứng dụng với hàm đặc biệt, các tích vô hạn sau có ích:
{\displaystyle \sin x=x\prod _{n=1}^{\infty }\left(1-{\frac {x^{2}}{\pi ^{2}n^{2}}}\right)}
{\displaystyle \sinh x=x\prod _{n=1}^{\infty }\left(1+{\frac {x^{2}}{\pi ^{2}n^{2}}}\right)}
{\displaystyle \cos x=\prod _{n=1}^{\infty }\left(1-{\frac {x^{2}}{\pi ^{2}(n-{\frac {1}{2}})^{2}}}\right)}
{\displaystyle \cosh x=\prod _{n=1}^{\infty }\left(1+{\frac {x^{2}}{\pi ^{2}(n-{\frac {1}{2}})^{2}}}\right)}
{\displaystyle {\frac {\sin x}{x}}=\prod _{n=1}^{\infty }\cos \left({\frac {x}{2^{n}}}\right)}

## Đẳng thức số

### Cơ bản
Richard Feynman từ nhỏ đã nhớ đẳng thức sau:
{\displaystyle \cos 20^{\circ }\cdot \cos 40^{\circ }\cdot \cos 80^{\circ }={\frac {1}{8}}.}
Tuy nhiên nó là trường hợp riêng của:
{\displaystyle \prod _{j=0}^{k-1}\cos(2^{j}x)={\frac {\sin(2^{k}x)}{2^{k}\sin(x)}}.}
Đẳng thức số sau chưa được tổng quát hóa với biến số:
{\displaystyle \cos 24^{\circ }+\cos 48^{\circ }+\cos 96^{\circ }+\cos 168^{\circ }={\frac {1}{2}}}.
Đẳng thức sau cho thấy đặc điểm của số 21:
{\displaystyle \cos \left({\frac {2\pi }{21}}\right)\,+\,\cos \left(2\cdot {\frac {2\pi }{21}}\right)\,+\,\cos \left(4\cdot {\frac {2\pi }{21}}\right)}
{\displaystyle \,+\,\cos \left(5\cdot {\frac {2\pi }{21}}\right)\,+\,\cos \left(8\cdot {\frac {2\pi }{21}}\right)\,+\,\cos \left(10\cdot {\frac {2\pi }{21}}\right)={\frac {1}{2}}.}
Một cách tính pi có thể dựa vào đẳng thức số sau, do John Machin tìm thấy:
{\displaystyle {\frac {\pi }{4}}=4\arctan {\frac {1}{5}}-\arctan {\frac {1}{239}}}
hay dùng công thức Euler:
{\displaystyle {\frac {\pi }{4}}=5\arctan {\frac {1}{7}}+2\arctan {\frac {3}{79}}.}
Một số giá trị lượng giác thông dụng:
{\displaystyle {\begin{matrix}\sin 0&=&\sin 0^{\circ }&=&0&=&\cos 90^{\circ }&=&\cos \left({\frac {\pi }{2}}\right)\\\\\sin \left({\frac {\pi }{6}}\right)&=&\sin 30^{\circ }&=&{\frac {1}{2}}&=&\cos 60^{\circ }&=&\cos \left({\frac {\pi }{3}}\right)\\\\\sin \left({\frac {\pi }{4}}\right)&=&\sin 45^{\circ }&=&{\frac {\sqrt {2}}{2}}&=&\cos 45^{\circ }&=&\cos \left({\frac {\pi }{4}}\right)\\\\\sin \left({\frac {\pi }{3}}\right)&=&\sin 60^{\circ }&=&{\frac {\sqrt {3}}{2}}&=&\cos 30^{\circ }&=&\cos \left({\frac {\pi }{6}}\right)\\\\\sin \left({\frac {\pi }{2}}\right)&=&\sin 90^{\circ }&=&1&=&\cos 0^{\circ }&=&\cos 0\\\\\tan 0&=&\tan 0^{\circ }&=&0&=&\cot 90^{\circ }&=&\cot \left({\frac {\pi }{2}}\right)\\\\\tan \left({\frac {\pi }{6}}\right)&=&\tan 30^{\circ }&=&{\frac {\sqrt {3}}{3}}&=&\cot 60^{\circ }&=&\cot \left({\frac {\pi }{3}}\right)\\\\\tan \left({\frac {\pi }{4}}\right)&=&\tan 45^{\circ }&=&1&=&\cot 45^{\circ }&=&\cot \left({\frac {\pi }{4}}\right)\\\\\tan \left({\frac {\pi }{3}}\right)&=&\tan 60^{\circ }&=&{\sqrt {3}}&=&\cot 30^{\circ }&=&\cot \left({\frac {\pi }{6}}\right)\end{matrix}}}
{\displaystyle \sin {\frac {\pi }{7}}={\frac {\sqrt {7}}{6}}-{\frac {\sqrt {7}}{189}}\sum _{j=0}^{\infty }{\frac {(3j+1)!}{189^{j}j!\,(2j+2)!}}\!}
{\displaystyle \sin {\frac {\pi }{18}}={\frac {1}{6}}\sum _{j=0}^{\infty }{\frac {(3j)!}{27^{j}j!\,(2j+1)!}}\!}
Dùng tỷ lệ vàng φ:
{\displaystyle \cos \left({\frac {\pi }{5}}\right)=\cos 36^{\circ }={{\sqrt {5}}+1 \over 4}=\phi /2}
{\displaystyle \sin \left({\frac {\pi }{10}}\right)=\sin 18^{\circ }={{\sqrt {5}}-1 \over 4}={\varphi -1 \over 2}={1 \over 2\varphi }}
-		 
-

### Nâng cao
- {\displaystyle -{\frac {\sin({\frac {\pi }{7}})}{\sin ^{2}({\frac {2\pi }{7}})}}+{\frac {\sin({\frac {3\pi }{7}})}{\sin ^{2}({\frac {\pi }{7}})}}+{\frac {\sin({\frac {2\pi }{7}})}{\sin ^{2}({\frac {3\pi }{7}})}}=2{\sqrt {7}}}
- {\displaystyle {\frac {\sin ^{2}({\frac {\pi }{7}})}{\sin ^{4}({\frac {2\pi }{7}})}}+{\frac {\sin ^{2}({\frac {3\pi }{7}})}{\sin ^{4}({\frac {\pi }{7}})}}+{\frac {\sin ^{2}({\frac {2\pi }{7}})}{\sin ^{4}({\frac {3\pi }{7}})}}=28}
- {\displaystyle {\frac {\sin ^{2}({\frac {\pi }{7}})}{\sin ^{4}({\frac {2\pi }{7}})}}({\frac {4\sin({\frac {\pi }{7}})}{\sin({\frac {2\pi }{7}})}}-{\frac {2\sin({\frac {3\pi }{7}})}{\sin({\frac {\pi }{7}})}})+{\frac {\sin ^{2}({\frac {3\pi }{7}})}{\sin ^{4}({\frac {\pi }{7}})}}({\frac {2\sin({\frac {2\pi }{7}})}{\sin({\frac {3\pi }{7}})}}+{\frac {4\sin({\frac {3\pi }{7}})}{\sin({\frac {\pi }{7}})}})-{\frac {\sin ^{2}({\frac {2\pi }{7}})}{\sin ^{4}({\frac {3\pi }{7}})}}({\frac {2\sin({\frac {\pi }{7}})}{\sin({\frac {2\pi }{7}})}}+{\frac {4\sin({\frac {2\pi }{7}})}{\sin({\frac {3\pi }{7}})}})=280}
- {\displaystyle \cos({\frac {\pi }{17}})={\frac {1}{8}}{\sqrt {(}}2(2{\sqrt {{\sqrt {\frac {17(17-{\sqrt {17}})}{2}}}-{\sqrt {\frac {17-{\sqrt {17}}}{2}}}-4{\sqrt {34+2{\sqrt {17}}}}+3{\sqrt {17}}+17}}+{\sqrt {34-2{\sqrt {17}}}}+{\sqrt {17}}+15))}
- {\displaystyle \tan({\frac {\pi }{120}})={\sqrt {\frac {8-{\sqrt {2(2-{\sqrt {3}})(3-{\sqrt {5}})}}-{\sqrt {2(2+{\sqrt {3}})(5+{\sqrt {5}})}}}{8+{\sqrt {2(2-{\sqrt {3}})(3-{\sqrt {5}})}}+{\sqrt {2(2+{\sqrt {3}})(5+{\sqrt {5}})}}}}}}
- {\displaystyle \cos({\frac {\pi }{240}})={\frac {1}{16}}({\sqrt {2-{\sqrt {2+{\sqrt {2}}}}}}({\sqrt {2(5+{\sqrt {5}})}}+{\sqrt {3}}-{\sqrt {15}})+{\sqrt {{\sqrt {2+{\sqrt {2}}}}+2}}({\sqrt {6(5+{\sqrt {5}})}}+{\sqrt {5}}-1))}
- {\displaystyle {\frac {\pi }{4}}=\cot ^{-1}(2)+\cot ^{-1}(3)}
- {\displaystyle {\frac {\pi }{4}}=\cot ^{-1}(2)+\cot ^{-1}(5)+\cot ^{-1}(8)}
- {\displaystyle {\frac {\pi }{4}}=2\cot ^{-1}(3)+\cot ^{-1}(7)}
- {\displaystyle {\frac {\pi }{4}}=3\cot ^{-1}(4)+\cot ^{-1}({\frac {99}{5}})}
- {\displaystyle {\frac {\pi }{4}}=4\cot ^{-1}(5)-\cot ^{-1}(239)}
- {\displaystyle {\frac {\pi }{4}}=4\cot ^{-1}(5)-\cot ^{-1}(70)+\cot ^{-1}(99){\frac {\pi }{4}}=5\cot ^{-1}(6)-\cot ^{-1}({\frac {503}{16}})-\cot ^{-1}(117)}
- {\displaystyle {\frac {\pi }{4}}=5\cot ^{-1}(7)+2\cot ^{-1}({\frac {79}{3}}){\frac {\pi }{4}}=6\cot ^{-1}(8)+\cot ^{-1}({\frac {99}{5}})-3\cot ^{-1}(268)}
- {\displaystyle {\frac {\pi }{4}}=8\cot ^{-1}(10)-\cot ^{-1}(239)-4\cot ^{-1}(515){\frac {\pi }{4}}=8\cot ^{-1}(10)-2\cot ^{-1}({\frac {452761}{2543}})-\cot ^{-1}(1393)}
- {\displaystyle {\frac {\pi }{4}}=8\cot ^{-1}(10)-\cot ^{-1}(100)-\cot ^{-1}(515)-\cot ^{-1}({\frac {371498882}{3583}}){\frac {\pi }{4}}=12\cot ^{-1}(18)+3\cot ^{-1}(70)+5\cot ^{-1}(99)+8\cot ^{-1}(307)}
- {\displaystyle {\frac {\pi }{4}}=12\cot ^{-1}(18)+8\cot ^{-1}(99)+3\cot ^{-1}(239)+8\cot ^{-1}(307)}

## Giải tích
Các công thức trong giải tích sau dùng góc đo bằng radian
{\displaystyle \lim _{x\rightarrow 0}{\frac {\sin(x)}{x}}=1,}
{\displaystyle \lim _{x\rightarrow 0}{\frac {1-\cos(x)}{x}}=0,}
{\displaystyle {d \over dx}\sin(x)=\cos(x)}
Các đẳng thức sau có thể suy ra từ trên và các quy tắc của đạo hàm:
{\displaystyle {d \over dx}\cos(x)=-\sin(x)}
{\displaystyle {d \over dx}\tan(x)=\sec ^{2}(x)}
{\displaystyle {d \over dx}\cot(x)=-\csc ^{2}(x)}
{\displaystyle {d \over dx}\sec(x)=\sec(x)\tan(x)}
{\displaystyle {d \over dx}\csc(x)=-\csc(x)\cot(x)}
{\displaystyle {d \over dx}\arcsin(x)={\frac {1}{\sqrt {1-x^{2}}}}}
{\displaystyle {d \over dx}\arctan(x)={\frac {1}{1+x^{2}}}}
Các biểu thức về tính tích phân có thể tìm tại danh sách tích phân với hàm lượng giác và danh sách tích phân với hàm lượng giác ngược.

## Hàm lượng giác nghịch đảo
Các hàm lượng giác tuần hoàn, do vậy để tìm hàm nghịch đảo, cần giới hạn miền của hàm. Dươi đây là định nghĩa các hàm lượng giác nghịch đảo:
| Giới hạn miền           | Định nghĩa                              |
| ----------------------- | --------------------------------------- |
| -π/2 < y < π/2          | y = arcsin(x) khi và chỉ khi x = sin(y) |
| 0 < y < π               | y = arccos(x) khi và chỉ khi x = cos(y) |
| -π/2 < y < π/2          | y = arctan(x) khi và chỉ khi x = tan(y) |
| -π/2 < y < π/2 và y ≠ 0 | y = arccot(x) khi và chỉ khi x = cot(y) |
| 0 < y < π và y ≠ π/2    | y = arcsec(x) khi và chỉ khi x = sec(y) |
| -π/2 < y < π/2 và y ≠ 0 | y = arccsc(x) khi và chỉ khi x = csc(y) |

Các hàm nghịch đảo có thể được ký hiệu là sin−1 hay cos−1 thay cho arcsin và arccos. Việc dùng ký hiệu mũ có thể gây nhầm lẫn với hàm mũ của hàm lượng giác.
Các hàm lượng giác nghịch đảo cũng có thể được định nghĩa bằng chuỗi vô hạn:
{\displaystyle {\begin{matrix}\arcsin z&=&z+\left({\frac {1}{2}}\right){\frac {z^{3}}{3}}+\left({\frac {1\cdot 3}{2\cdot 4}}\right){\frac {z^{5}}{5}}+\left({\frac {1\cdot 3\cdot 5}{2\cdot 4\cdot 6}}\right){\frac {z^{7}}{7}}+\cdots \\&=&\sum _{n=0}^{\infty }\left({\frac {(2n)!}{2^{2n}(n!)^{2}}}\right){\frac {z^{2n+1}}{(2n+1)}}\end{matrix}}\,\quad \left|z\right|<1}
{\displaystyle {\begin{matrix}\arccos z&=&{\frac {\pi }{2}}-\arcsin z\\&=&{\frac {\pi }{2}}-(z+\left({\frac {1}{2}}\right){\frac {z^{3}}{3}}+\left({\frac {1\cdot 3}{2\cdot 4}}\right){\frac {z^{5}}{5}}+\left({\frac {1\cdot 3\cdot 5}{2\cdot 4\cdot 6}}\right){\frac {z^{7}}{7}}+\cdots )\\&=&{\frac {\pi }{2}}-\sum _{n=0}^{\infty }\left({\frac {(2n)!}{2^{2n}(n!)^{2}}}\right){\frac {z^{2n+1}}{(2n+1)}}\end{matrix}}\,\quad \left|z\right|<1}
{\displaystyle {\begin{matrix}\arctan z&=&z-{\frac {z^{3}}{3}}+{\frac {z^{5}}{5}}-{\frac {z^{7}}{7}}+\cdots \\&=&\sum _{n=0}^{\infty }{\frac {(-1)^{n}z^{2n+1}}{2n+1}}\end{matrix}}\,\quad \left|z\right|<1}
{\displaystyle {\begin{matrix}\arccos z&=&\arcsin \left(z^{-1}\right)\\&=&z^{-1}+\left({\frac {1}{2}}\right){\frac {z^{-3}}{3}}+\left({\frac {1\cdot 3}{2\cdot 4}}\right){\frac {z^{-5}}{5}}+\left({\frac {1\cdot 3\cdot 5}{2\cdot 4\cdot 6}}\right){\frac {z^{-7}}{7}}+\cdots \\&=&\sum _{n=0}^{\infty }\left({\frac {(2n)!}{2^{2n}(n!)^{2}}}\right){\frac {z^{-(2n+1)}}{2n+1}}\end{matrix}}\,\quad \left|z\right|>1}
{\displaystyle {\begin{matrix}\operatorname {arcsec} z&=&\arccos \left(z^{-1}\right)\\&=&{\frac {\pi }{2}}-(z^{-1}+\left({\frac {1}{2}}\right){\frac {z^{-3}}{3}}+\left({\frac {1\cdot 3}{2\cdot 4}}\right){\frac {z^{-5}}{5}}+\left({\frac {1\cdot 3\cdot 5}{2\cdot 4\cdot 6}}\right){\frac {z^{-7}}{7}}+\cdots )\\&=&{\frac {\pi }{2}}-\sum _{n=0}^{\infty }\left({\frac {(2n)!}{2^{2n}(n!)^{2}}}\right){\frac {z^{-(2n+1)}}{(2n+1)}}\end{matrix}}\,\quad \left|z\right|>1}
{\displaystyle {\begin{matrix}\operatorname {arccot} z&=&{\frac {\pi }{2}}-\arctan z\\&=&{\frac {\pi }{2}}-(z-{\frac {z^{3}}{3}}+{\frac {z^{5}}{5}}-{\frac {z^{7}}{7}}+\cdots )\\&=&{\frac {\pi }{2}}-\sum _{n=0}^{\infty }{\frac {(-1)^{n}z^{2n+1}}{2n+1}}\end{matrix}}\,\quad \left|z\right|<1}
Chúng cũng có thể được định nghĩa thông qua các biểu thức sau, dựa vào tính chất chúng là đạo hàm của các hàm khác.
{\displaystyle \arcsin \left(x\right)=\int _{0}^{x}{\frac {1}{\sqrt {1-z^{2}}}}\,\mathrm {d} z,\quad |x|<1}
{\displaystyle \arccos \left(x\right)=\int _{x}^{1}{\frac {1}{\sqrt {1-z^{2}}}}\,\mathrm {d} z,\quad |x|<1}
{\displaystyle \arctan \left(x\right)=\int _{0}^{x}{\frac {1}{1+z^{2}}}\,\mathrm {d} z,\quad \forall x\in \mathbb {R} }
{\displaystyle \operatorname {arccot} \left(x\right)=\int _{x}^{\infty }{\frac {1}{z^{2}+1}}\,\mathrm {d} z,\quad z>0}
{\displaystyle \operatorname {arcsec} \left(x\right)=\int _{x}^{1}{\frac {1}{|z|{\sqrt {z^{2}-1}}}}\,\mathrm {d} z,\quad x>1}
{\displaystyle \operatorname {arccsc} \left(x\right)=\int _{x}^{\infty }{\frac {-1}{|z|{\sqrt {z^{2}-1}}}}\,\mathrm {d} z,\quad x>1}
Công thức trên cho phép mở rộng hàm lượng giác nghịch đảo ra cho các biến phức:
{\displaystyle \arcsin(z)=-i\log \left(i\left(z+{\sqrt {1-z^{2}}}\right)\right)}
{\displaystyle \arccos(z)=-i\log \left(z+{\sqrt {z^{2}-1}}\right)}
{\displaystyle \arctan(z)={\frac {i}{2}}\log \left({\frac {1-iz}{1+iz}}\right)}

## Một số đẳng thức
Xem thêm Danh sách tích phân với hàm lượng giác, Danh sách tích phân với hàm lượng giác ngược
{\displaystyle \sin \left(x+y\right)=\sin x\cos y+\cos x\sin y}
{\displaystyle \sin \left(x-y\right)=\sin x\cos y-\cos x\sin y}
{\displaystyle \cos \left(x+y\right)=\cos x\cos y-\sin x\sin y}
{\displaystyle \cos \left(x-y\right)=\cos x\cos y+\sin x\sin y}
{\displaystyle \sin x+\sin y=2\sin \left({\frac {x+y}{2}}\right)\cos \left({\frac {x-y}{2}}\right)}
{\displaystyle \sin x-\sin y=2\cos \left({\frac {x+y}{2}}\right)\sin \left({\frac {x-y}{2}}\right)}
{\displaystyle \cos x+\cos y=2\cos \left({\frac {x+y}{2}}\right)\cos \left({\frac {x-y}{2}}\right)}
{\displaystyle \cos x-\cos y=-2\sin \left({\frac {x+y}{2}}\right)\sin \left({\frac {x-y}{2}}\right)}
{\displaystyle \tan x+\tan y={\frac {\sin \left(x+y\right)}{\cos x\cos y}}}
{\displaystyle \tan x-\tan y={\frac {\sin \left(x-y\right)}{\cos x\cos y}}}
{\displaystyle \cot x+\cot y={\frac {\sin \left(x+y\right)}{\sin x\sin y}}}
{\displaystyle \cot x-\cot y={\frac {-\sin \left(x-y\right)}{\sin x\sin y}}}